# Exechiopsis praedita
Exechiopsis praedita är en tvåvingeart som först beskrevs av Eberhard Plassmann 1976.  Exechiopsis praedita ingår i släktet Exechiopsis, och familjen svampmyggor. Arten är reproducerande i Sverige.